# Keyhole Markup Language
Keyhole Markup Language (amb acrònim anglès KML) és una notació XML per expressar anotacions i visualitzacions geogràfiques en mapes bidimensionals i navegadors tridimensionals de la Terra. KML es va desenvolupar per utilitzar-lo amb Google Earth, que originalment es va anomenar Keyhole Earth Viewer. Va ser creat per Keyhole, Inc, que va ser adquirit per Google el 2004. KML es va convertir en un estàndard internacional de l'Open Geospatial Consortium el 2008. Google Earth va ser el primer programa capaç de veure i editar gràficament fitxers KML, però altres projectes com Marble han afegit suport KML.
El fitxer KML especifica un conjunt de característiques (marca de lloc, imatges, polígons, models 3D, descripcions textuals, etc.) que es poden mostrar als mapes en programari geoespacial que implementa la codificació KML. Cada lloc té una longitud i una latitud. Altres dades poden fer que una vista sigui més específica, com ara la inclinació, el rumb o l'altitud, que conjuntament defineixen una "vista de càmera" juntament amb una marca de temps o un interval de temps. KML comparteix part de la mateixa gramàtica estructural que Geography Markup Language (GML). Algunes dades KML no es poden visualitzar a Google Maps o al mòbil.
Els fitxers KML es distribueixen molt sovint com a fitxers KMZ, que són fitxers KML comprimits amb una extensió .kmz. El contingut d'un fitxer KMZ és un document KML arrel únic (nocionalment "doc.kml") i, opcionalment, qualsevol superposició, imatges, icones i models 3D COLLADA als quals es fa referència al KML, inclosos els fitxers KML enllaçats a la xarxa. El document KML arrel per convenció és un fitxer anomenat "doc.kml" al nivell del directori arrel, que és el fitxer carregat en obrir-se. Per convenció, el document KML arrel es troba al nivell arrel i els fitxers de referència es troben en subdirectoris (per exemple, imatges per a la superposició).

Un exemple de document KML és:
```
<?xml version="1.0" encoding="UTF-8"?>

<kml
 
xmlns=
"http://www.opengis.net/kml/2.2"
>

<Document>

<Placemark>

 
<name>
New
 
York
 
City
</name>

 
<description>
New
 
York
 
City
</description>

 
<Point>

 
<coordinates>
-74.006393,40.714172,0
</coordinates>

 
</Point>

</Placemark>

</Document>

</kml>

```